# Auchy-lès-Hesdin
Auchy-lès-Hesdin és un municipi francès situat al departament del Pas de Calais i a la regió dels Alts de França. L'any 2007 tenia 1.756 habitants.

## Demografia

### Població
El 2007 la població de fet d'Auchy-lès-Hesdin era de 1.756 persones. Hi havia 634 famílies de les quals 166 eren unipersonals (81 homes vivint sols i 85 dones vivint soles), 191 parelles sense fills, 216 parelles amb fills i 61 famílies monoparentals amb fills.
La població ha evolucionat segons el següent gràfic:
Habitants censats

### Habitatges
El 2007 hi havia 731 habitatges, 656 eren l'habitatge principal de la família, 37 eren segones residències i 39 estaven desocupats. 680 eren cases i 12 eren apartaments. Dels 656 habitatges principals, 386 estaven ocupats pels seus propietaris, 255 estaven llogats i ocupats pels llogaters i 14 estaven cedits a títol gratuït; 1 tenia una cambra, 35 en tenien dues, 136 en tenien tres, 216 en tenien quatre i 267 en tenien cinc o més. 486 habitatges disposaven pel capbaix d'una plaça de pàrquing. A 337 habitatges hi havia un automòbil i a 137 n'hi havia dos o més.

### Piràmide de població
La piràmide de població per edats i sexe el 2009 era:
| Homes | Edats   | Dones |
| ----- | ------- | ----- |
| 0     | 95 o +  | 0     |
| 0     | 90 a 94 | 12    |
| 8     | 85 a 89 | 24    |
| 16    | 80 a 84 | 16    |
| 64    | 75 a 79 | 52    |
| 36    | 70 a 74 | 52    |
| 40    | 65 a 69 | 52    |
| 44    | 60 a 64 | 36    |
| 36    | 55 a 59 | 20    |
| 68    | 50 a 54 | 60    |
| 44    | 45 a 49 | 40    |
| 84    | 40 a 44 | 52    |
| 60    | 35 a 39 | 76    |
| 48    | 30 a 34 | 32    |
| 52    | 25 a 29 | 68    |
| 72    | 20 a 24 | 52    |
| 52    | 15 a 19 | 56    |
| 68    | 10 a 14 | 56    |
| 76    | 5 a 9   | 72    |
| 36    | 0 a 4   | 52    |

## Economia
El 2007 la població en edat de treballar era de 1.000 persones, 603 eren actives i 397 eren inactives. De les 603 persones actives 497 estaven ocupades (320 homes i 177 dones) i 106 estaven aturades (51 homes i 55 dones). De les 397 persones inactives 81 estaven jubilades, 95 estaven estudiant i 221 estaven classificades com a «altres inactius».

### Ingressos
El 2009 a Auchy-lès-Hesdin hi havia 642 unitats fiscals que integraven 1.632 persones, la mediana anual d'ingressos fiscals per persona era de 11.385 €.

### Activitats econòmiques
Dels 44 establiments que hi havia el 2007, 2 eren d'empreses extractives, 2 d'empreses alimentàries, 2 d'empreses de fabricació d'altres productes industrials, 3 d'empreses de construcció, 7 d'empreses de comerç i reparació d'automòbils, 5 d'empreses de transport, 5 d'empreses d'hostatgeria i restauració, 1 d'una empresa financera, 2 d'empreses immobiliàries, 2 d'empreses de serveis, 8 d'entitats de l'administració pública i 5 d'empreses classificades com a «altres activitats de serveis».
Dels 14 establiments de servei als particulars que hi havia el 2009, 1 era una oficina de correu, 1 una oficina bancària, 2 tallers de reparació d'automòbils i de material agrícola, 1 autoescola, 1 guixaire pintor, 1 fusteria, 1 electricista, 4 perruqueries, 1 restaurant i 1 saló de bellesa.
Dels 4 establiments comercials que hi havia el 2009, 1 era un hipermercat, 2 fleques i 1 una joieria.
L'any 2000 a Auchy-lès-Hesdin hi havia 8 explotacions agrícoles que ocupaven un total de 632 hectàrees.

## Equipaments sanitaris i escolars
L'únic equipament sanitari que hi havia el 2009 era una farmàcia.
El 2009 hi havia 1 escola maternal integrada dins d'un grup escolar amb les comunes properes formant una escola dispersa i 1 escola elemental integrada dins d'un grup escolar amb les comunes properes formant una escola dispersa. Auchy-lès-Hesdin disposava d'un col·legi d'educació secundària amb 179 alumnes.

## Poblacions més properes
El següent diagrama mostra les poblacions més properes.